# Karl-Heinz Rux
Karl-Heinz Rux (* 3. September 1907 in Bromberg; † 8. Mai 1945 in Villach) war ein deutscher Jurist und SS-Obersturmbannführer bei der Gestapo.

## Leben
Als Sohn eines Ingenieurs, der einer traditionsreichen Töpferfamilie aus Bromberg und Thorn entstammte, besuchte er die evangelische Stadtschule und das Gymnasium in Deutsch Krone. Anschließend studierte er das Fach Rechtswissenschaften in Jena von 1926 bis 1927. Dort wurde er 1926 Mitglied der Burschenschaft Germania Jena. Sein Studium setzte er von 1927 bis 1930 in Köln und Bonn fort, wobei er die erste Staatsprüfung am Oberlandesgericht Köln ablegte. Es folgten weitere juristische Ausbildungsstufen bei Behörden und Gerichten in Deutsch Krone, Berlin, Marienwerder und Schneidemühl. Politisch orientierte er sich 1932 an den Nationalsozialisten, wurde Mitglied in der NS-Beamtenarbeitsgemeinschaft in Schneidemühl. Zum 1. Februar 1933 trat er der NSDAP bei (Mitgliedsnummer 1.444.292). Am 20. April 1938 wurde er Mitglied der SS (SS-Nummer 231.696) und wurde auch Angehöriger des Sicherheitsdienstes (SD).
Im Jahre 1935 wurde er nach der großen juristischen Staatsprüfung zum Gerichtsassessor ernannt. Als SS-Untersturmführer wurde er zuerst beim SD-Leitabschnitt Danzig eingesetzt. Angehöriger der Gestapo war er seit dem 1. September 1935. In den nächsten zwei Jahren arbeitete er in den Staatspolizeileitstellen in Münster/Westfalen, Königsberg und Elbing. Es folgte eine Versetzung ins Reichssicherheitshauptamt. Zum Regierungsassessor wurde er 1937, zum Regierungsrat 1938 befördert.
Nach dem „Anschluss“ Österreichs baute er in Salzburg 1938 als SS-Sturmbannführer und Chef der örtlichen Gestapo die Sicherheitspolizei (SiPo) auf. Nach dem Ausbruch des Zweiten Weltkriegs übernahm er unter SS-Standartenführer Emanuel Schäfer innerhalb der Einsatzgruppe II den Befehl über das Einsatzkommando 2 im deutsch besetzten Polen. Dieses Einsatzkommando wurde im August 1939 aufgestellt, operierte unter der 10. Armee und am 20. November 1939 aufgelöst. Dabei nahm Rux an mehreren Sondereinsätzen teil. Die Truppe seines Einsatzkommandos wurde nach der Auflösung dem Kommandeur des SD und dem SD Lublin übergeben.
Danach baute er in Bromberg als Leiter der Sicherheitspolizei die Staatspolizeistelle Bromberg auf und wurde zum Oberregierungsrat ernannt. Weitere untergeordnete SD-Dienststellen befanden sich in Thorn, Tuchel und anderen Städten. Im Jahre 1942 erlangte er mit der Beförderung zum SS-Obersturmbannführer seinen höchsten SS-Dienstgrad. Im folgenden Jahr übernahm er auch zusätzlich die Leitung der Staatspolizeistelle in Graudenz.
Nach Jugoslawien wurde er 1944 kommandiert, um im Raum Oberkrain an der Bekämpfung von Titopartisanen teilzunehmen. Dabei übernahm er das Kommando über den Sicherheitsdienst in Veldes. Bei einer Dienstfahrt erlitt er bei einem Angriff von Partisanen schwere Verwundungen.
Als sich die deutschen Truppen aus Jugoslawien zurückziehen mussten, wurde er von Briten gefangen genommen. Da er befürchtete, an die Partisanen ausgeliefert zu werden, beging er in Villach am 8. Mai 1945 Suizid.

## Dienstgrade der SS
- 20. April 1938: SS-Untersturmführer
- 1. August 1938: SS-Obersturmführer
- 1. November 1938: SS-Hauptsturmführer
- 9. November 1938: SS-Sturmbannführer
- 9. November 1942: SS-Obersturmbannführer